# Prayer (chanson Disturbed)
 (juin 2024).
La mise en forme du texte ne suit pas les recommandations de Wikipédia : il faut le « wikifier ».
Les points d'amélioration suivants sont les cas les plus fréquents. Le détail des points à revoir est peut-être précisé sur la page de discussion.
- Les titres sont pré-formatés par le logiciel. Ils ne sont ni en capitales, ni en gras.
- Le texte ne doit pas être écrit en capitales (les noms de famille non plus), ni en gras, ni en italique, ni en « petit »…
- Le gras n'est utilisé que pour surligner le titre de l'article dans l'introduction, une seule fois.
- L'italique est rarement utilisé : mots en langue étrangère, titres d'œuvres, noms de bateaux, etc.
- Les citations ne sont pas en italique mais en corps de texte normal. Elles sont entourées par des guillemets français : « et ».
- Les listes à puces sont à éviter, des paragraphes rédigés étant largement préférés. Les tableaux sont à réserver à la présentation de données structurées (résultats, etc.).
- Les appels de note de bas de page (petits chiffres en exposant, introduits par l'outil «  Source ») sont à placer entre la fin de phrase et le point final[comme ça].
- Les liens internes (vers d'autres articles de Wikipédia) sont à choisir avec parcimonie. Créez des liens vers des articles approfondissant le sujet. Les termes génériques sans rapport avec le sujet sont à éviter, ainsi que les répétitions de liens vers un même terme.
- Les liens externes sont à placer uniquement dans une section « Liens externes », à la fin de l'article. Ces liens sont à choisir avec parcimonie suivant les règles définies. Si un lien sert de source à l'article, son insertion dans le texte est à faire par les notes de bas de page.
- La présentation des références doit suivre les conventions bibliographiques. Il est recommandé d'utiliser les modèles {{Ouvrage}}, {{Chapitre}}, {{Article}}, {{Lien web}} et/ou {{Bibliographie}}. Le mode d'édition visuel peut mettre en forme automatiquement les références.
- Insérer une infobox (cadre d'informations à droite) n'est pas obligatoire pour parachever la mise en page.

Pour une aide détaillée, merci de consulter Aide:Wikification.
Si vous pensez que ces points ont été résolus, vous pouvez retirer ce bandeau et améliorer la mise en forme d'un autre article.
 (août 2024).
Singles de Disturbed
The Game
(2001) Remeber
(2002)
" Prayer " est une chanson du groupe de heavy metal américain Disturbed. Elle est sortie le 14 août 2002, en tant que premier single de leur album studio, Believe . La chanson a été inspirée par la mort du grand-père du chanteur David Draiman ainsi que par diverses circonstances après les attentats du 11 septembre et parle d'une conversation entre Draiman et Dieu. Lors de sa sortie, de nombreux médias ont refusé de diffuser le clip vidéo, citant de supposées similitudes entre les images du clip et celles des attentats du 11 septembre. "Prayer" a atteint la troisième place sur deux billboard de diffusion aux États-Unis, les billboard Mainstream Rock Tracks et Modern Rock Tracks ' Billboard, ainsi que la cinquante-huitième place du Billboard ' Hot 100 et la quatorzième place du classement des charts de singles canadien. "Prayer" est le deuxième single de Disturbed le mieux classé sur le Billboard Hot 100 et leur single le mieux classé sur le classement Modern Rock Tracks, et l'une des deux seules de leurs chansons à atteindre le top cinq du classement (l'autre étant " Inside the Fire ", qui a culminé à la 4e place). La chanson est jouable et fait partie de la bande originale du jeu vidéo musical de 2015, Rock Band 4.

## Thèmes
"Prayer" a été inspiré lyriquement par deux événements. Le premier événement a été la mort du grand-père du chanteur David Draiman, le deuxième les attentats du 11 septembre. Draiman a expliqué : « Au lieu de consoler la foule, des gens [du clergé] comme Jerry Falwell et Oral Roberts les ont réprimandés et ont utilisé la situation comme moyen d'autonomisation, disant que c'était de notre faute parce que nous sommes un peuple décadent et promiscuité. Je pensais juste que toute cette idée était ridicule. »  Par conséquent, « Prayer » concerne une conversation entre Draiman et Dieu. Dans la conversation, Draiman dit à Dieu de « faire venir » s'il essaie d'utiliser la douleur pour obtenir une réponse de Draiman.

## Clip musical
"Prayer" a été réalisé par les frères Strause sous forme de clip vidéo fin juin 2002 et sorti le mois suivant. Le chanteur David Draiman, qui a écrit le scénario du clip, a expliqué que le clip est basé sur l'histoire de Job tirée de la Bible. Tout au long du clip, Draiman marche dans une rue et passe devant diverses scènes de désespoir, comme une prostituée, un sans-abri et un prédicateur prédisant la fin du monde. Alors que Draiman continue de marcher, les autres membres de Disturbed subissent divers désastres et sont vraisemblablement tués. (Steve Kmak est enterré sous les chutes de débris, Dan Donegan à un accident de voiture et Mike Wengren est touché par l'explosion d'une construction à proximité.) Au point culminant du clip, Draiman survit à un tremblement de terre et les autres membres du groupe reviennent finalement à la vie. et se rassemblent avec Draiman pour jouer le dernier refrain. Draiman explique : « C'est comme si Job était soumis à des épreuves et des tribulations et s'en sortait indemne et parvenait à sa rédemption. » 
Lors de sa sortie, divers médias ont refusé de diffuser le clip de "Prayer", citant ses prétendues similitudes avec les images des attentats du 11 septembre aux États-Unis. Disturbed avait initialement prévu de monter la vidéo pour la diffusion, mais a finalement choisi de ne pas le faire. Draiman a expliqué ce choix lorsqu'il a déclaré : « Si nous acceptons de monter la vidéo... alors cela suppose que nous sommes d'accord avec la décision selon laquelle il y a quelque chose dans la vidéo qui est suffisamment offensant ou suffisamment provocateur pour qu'il soit dangereux pour eux de la lire. nous ne sommes pas d’accord avec cela. Draiman critique en outre la décision de retirer la vidéo de la diffusion au lieu d'autres vidéos : « Nous n'avons pas de personnage dans notre vidéo qui représente Oussama ben Laden et saute et danse partout, ce qui est un facteur de mémoire direct pour 11 septembre." 
L'intention du clip n'était pas de décrire une similitude avec les attentats du 11 septembre, selon Draiman. Il a expliqué cela en disant : "C'était censé être apocalyptique, mais cela n'a jamais été prévu pour être dérivé de la situation qui s'est produite le 11 septembre. En raison du sujet... nous avions besoin de quelque chose de grandiose comme un tremblement de terre ou une pluie de météores ou une sorte d'acte de Dieu pour montrer la main du surnaturel ou d'une puissance plus grande. Il a en outre expliqué que la vidéo était en fait censée être édifiante. Draiman a déclaré : « [La vidéo parle] de surmonter les obstacles de la vie et toutes les épreuves que le destin peut vous lancer au cours du processus. Elle essaie de vous convaincre que vous avez la force de surmonter toutes les épreuves et tribulations qui pourraient se présenter à vous. C'est censé inspirer l'espoir."  Bien que "Prayer" ait été peu diffusé, Disturbed a continué à promouvoir le clip en l'incluant sur leur album, Believe, et en le publiant sur divers sites Web.

## Track listing

### CD1
Toutes les pistes sont écrites par Steve Kmak, Dan Donegan, Mike Wengren, David Draiman.
| 1.    | Prayer          | 3:39 |
| 2.    | Fear (Live)     | 3:50 |
| 3.    | Conflict (Live) | 4:40 |
| 12:09 |                 |      |

### CD2
| 1.    | Prayer                | 3:39 |
| 2.    | Droppin Plates (Live) | 3:56 |
| 3.    | Shout 2000 (Live)     | 4:47 |
| 12:22 |                       |      |

### Vinyle 33 tours rouge
| 1.   | Prayer      | 3:39 |
| 2.   | Fear (Live) | 3:53 |
| 7:32 |             |      |

### version allemande
| 1.    | Prayer                | 3:39 |
| 2.    | Fear (Live)           | 3:53 |
| 3.    | Conflict (Live)       | 4:40 |
| 4.    | Droppin Plates (Live) | 3:56 |
| 15:28 |                       |      |

### Promo européenne et australienne
| No | Titre                   | Durée |
| -- | ----------------------- | ----- |
| 1. | Prayer (Version studio) | 3:39  |

## Personnel
- David Draiman – chant principal, chœurs
- Dan Donegan – guitare, électronique
- Steve Kmak – guitare basse
- Mike Wengren - batterie
- Johnny K - producteur
- Andy Wallace – mixeur
- Howie Weinberg – mastering
- Tony Adams – technicien
- Chris Glatfelter – technicien
- Mick Haggerty – directeur artistique, conception

## Charts

### Charts hebdomadaires
| Charts (2002)                      | Position |
| ---------------------------------- | -------- |
| Canada (Nielsen SoundScan)         | 14       |
| Écosse (OCC)                       | 30       |
| UK Singles (OCC)                   | 31       |
| UK Rock & Metal (OCC)              | 4        |
| US Billboard Hot 100               | 58       |
| US Alternative Airplay (Billboard) | 3        |
| US Mainstream Rock (Billboard)     | 3        |

### Charts de fin d'année
| Charts (2002)              | Position |
| -------------------------- | -------- |
| Canada (Nielsen SoundScan) | 70       |